# Markea tomentosa
Markea tomentosa är en potatisväxtart som beskrevs av Cyrus Longworth Lundell. Markea tomentosa ingår i släktet Markea och familjen potatisväxter. Inga underarter finns listade i Catalogue of Life.